# لاون الرابع
ليون الرابع هو البابا رقم 103 في قائمة باباوات الكنيسة الكاثوليكية انتخب في 10 أبريل عام 847 وتوفي يوم 17 يوليو عام 855.
كان يحصن الفاتيكان من العرب البرابرة الذين سيطروا على أجزاء من مدينة روما في عهد البابا السابق سرجيوس الثاني وأطلق على هذا الحصن اسمه لوقت طويل، كان يهاجم العرب البرابرة بأسطول حربي، لكنه تحطم قرب أوستيا أثناء المعركة وسط عاصفة هائلة.
توج في عهده الإمبراطور لويس الثاني قبل أن يقوم أباه الإمبراطور لوثر بتتويجه وكان ذلك في سنة 850, وفي عهد لاون كتبت مراسيم مزورة المعروفة بالوثائق وكانت نصوص هذه المراسيم متعاطفةً مع السلطة الرومانية التي سارت في خط التاريخ نفسه 